# Témiscouata-sur-le-Lac
Témiscouata-sur-le-Lac é uma cidade localizada na região de Bas-Saint-Laurent, no leste da província de Quebec no Canadá.